# Delayed
delayed（ディレイド）は、2002年9月25日 にリリースされたSyrup 16gの累計3枚目、メジャー2枚目のアルバムである。

## 概要
前作「クーデター」から僅か3ヶ月で発表されたアルバム。曲自体は「水色の風」等の結成当時から演奏されていた曲も多い。このアルバムで、初代ベーシストの佐藤が脱退し、キタダマキが参加することになる。また五十嵐はこのアルバムで、キーボードも弾いている。

## 収録曲
1. センチメンタル
  - スピッツの草野マサムネはこの曲をフェイバリットに挙げている。
2. Everything is wonderful
  - 同じリフを繰り返し使用することに拘って制作された。
  - 2006年のベスト盤発売記念ライブを最後にステージからは姿を消していたが、再結成後の2015年に行われたKrankeツアーの一部会場において実に9年ぶりに演奏されている。
3. Reborn
  - この曲は元ベース担当佐藤元章に捧げた曲であるとライブで五十嵐自身が語っていた。FM802で流され2002年ヘビーローテーション曲のオムニバスCDにも収録されている。
  - Bank Bandの『沿志奏逢3』『沿志奏逢4』においてカヴァーされている。
  - 遠藤舞のシングル「MUJINA」のカップリング曲としてカヴァーされている。
  - ライブではここぞという場面で演奏されるグループにとって最も重要な勝負曲で、2008年の解散武道館ライブでは最終演目に選出され、2013年に行われた五十嵐ソロの生還ライブではステージ復帰を示すオープニングナンバーとして演奏されている。
  - NHKBSプレミアムで2020年8月より不定期放送されている「再生できないホームビデオありませんか?」のテーマソングとして採用されている。
4. 水色の風
  - コーラスで親交のあるBUMP OF CHICKENのボーカル藤原基央が参加している。これとは別に、過去に無料配布されたテープに五十嵐のソロバージョンのこの曲が収録されている。
5. Anything for today
  - 「水色の風」と共に無料配布されたテープにも（別バージョンで）収録されている。
6. サイケデリック後遺症
  - デモテープ「syrup16g03」にも収録されていた曲。デモ版はキーが現在より低く、アレンジも異なる。Rebornなどと同じくライブの定番曲である。
7. キミのかほり
8. Are you hollow?
9. 落堕
  - 「ラクダ」と読む。
  - 近年のライブでは中畑のドラムソロ、キタダのベースソロによるセッションを前奏に加えて始まり、原曲に比べ大幅にBPMを上げたバージョンで披露される。
  - また、再結成後のライブでは、最初のサビラスト部分の「寝不足だって言ってんの」を会場の観客がレスポンスすることが恒例化した。
10. 愛と理非道
  - キーボード弾き語りの楽曲。
  - 後にデモテープバージョンがベスト盤に収録されているが、そちらはバンドバージョンとなっている。
11. Untitled（@シークレットトラック）
  - 収録されているのは、「Reborn」のアコースティック版。
  - カポタストを外して演奏されているため、原曲に比べて1音低いキーで歌唱されている。